# Erste Amtseinführung von George Washington

Erste Amtseinführung von George Washington (Ölgemälde von 1899)

Die erste Amtseinführung von George Washington (englisch inauguration) als erstem Präsident der Vereinigten Staaten am Donnerstag, dem 30. April 1789, auf dem Balkon der Federal Hall in New York City, New York, fand fast zwei Monate nach dem Beginn seiner vierjährigen Amtszeit statt. Der Chancellor of New York, der Oberste Richter des Staates, Robert R. Livingston, nahm ihm den präsidialen Amtseid ab. Mit dieser Inauguration nahm die Exekutive der Regierung der Vereinigten Staaten offiziell ihre Arbeit unter den neuen Strukturen auf, die durch die Verfassung von 1787 festgelegt worden waren. Die Amtseinführung von John Adams als Vizepräsident war bereits am 21. April 1789 erfolgt, als er sein Amt als Vorsitzender des Senats der Vereinigten Staaten antrat.